# Přední skála
Přední skála är ett berg i Tjeckien.   Det ligger i regionen Vysočina, i den centrala delen av landet, 110 km sydost om huvudstaden Prag. Toppen på Přední skála är 712 meter över havet.
Terrängen runt Přední skála är huvudsakligen platt, men den allra närmaste omgivningen är kuperad. Runt Přední skála är det ganska tätbefolkat, med 54 invånare per kvadratkilometer. Närmaste större samhälle är Jihlava, 12,6 km öster om Přední skála. I omgivningarna runt Přední skála växer i huvudsak blandskog.